# Église de Mouhijärvi

L'église de Mouhijärvi (finnois : Mouhijärven kirkko) est une église située à  Sastamala en Finlande.

## Description
Le retable représentant la Crucifixion  est peint par Felix Frang en 1918.